# ترانسفراز
در زیست‌شیمی ترانسفراز آنزیمی است که انتقال یک گروه عاملی (مثل گروه متیل یا فسفات) را از یک مولکول به مولکول دیگر کاتالیز می‌کند.
به عبارتی دیگر، ترانسفراز به هر یک از انواع آنزیم‌هایی گفته می‌شود که انتقال گروه‌های عاملی خاص (برای مثال گروه متیل یا گلیکوزیل) را از یک مولکول (که «دهنده» نامیده می‌شود) به مولکول دیگر (که «گیرنده» نامیده می‌شود) کاتالیز می‌کنند. ترانسفرازها در صدها مسیر سوخت‌وساز مختلف زیستی نقش دارند و برای برخی از فرایندهای اساسی زیستی حیاتی‌اند.
- A–X + B → A + B–X
- در این مثال A دهنده و B پذیرنده است و دهنده معمولاً یک کوآنزیم است.

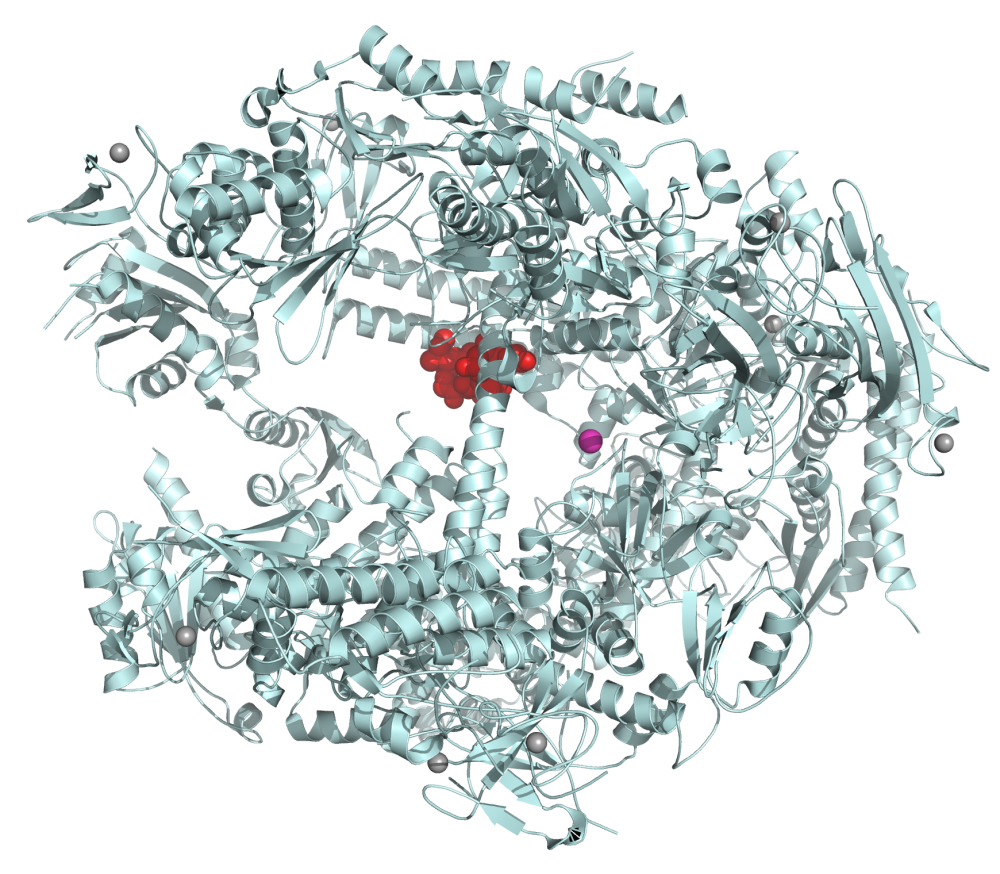
آران‌ای پلی‌مراز از گونهٔ ساکارومایسس سرویزیه در حال تشکیل کمپلکس با آلفا-آمانیتین (به رنگ قرمز). با وجود کاربرد اصطلاح «پلیمراز»، آران‌ای پلیمرازها به‌عنوان نوعی از آنزیم‌های نوکلئوتیدیل‌ترانسفراز طبقه‌بندی می‌شوند.

ترانسفرازها در شمار زیادی از واکنش‌های سلولی دخالت دارند. سه نمونه از این واکنش‌ها عبارت‌اند از: فعالیت کوآنزیم آ (CoA) ترانسفراز CoA که تیواستر را منتقل می‌کند، عملکرد N-acetyltransferase که بخشی از مسیر سوخت‌وساز تریپتوفان است، و تنظیم فعالیت پیروات دهیدروژناز (PDH)، که پیروویک اسید را به استیل-کوآ تبدیل می‌کند.
ترانسفرازها همچنین در فرایند ترجمه نیز نقش دارند. در اینجا، یک زنجیرهٔ اسید آمینه‌ای گروه عاملی فعالی است که توسط پپتیدیل ترانسفراز منتقل می‌شود. این انتقال شامل جدا شدن زنجیرهٔ در حال رشد اسید آمینه از آران‌ای حامل در A-site ریبوزوم و افزوده شدن آن به اسید آمینهٔ متصل به tRNA در P-site است.
از منظر سازوکار، آنزیمی که واکنش زیر را کاتالیز می‌کند، ترانسفراز محسوب می‌شود:
{\displaystyle {\ce {X-R + Y}}\quad {\xrightarrow[{\text{ transferase }}]{}}\quad {\ce {X + Y-R}}}
در این واکنش (که در آن خط تیره نمایانگر پیوند است، نه علامت منفی)، X دهنده و Y گیرنده است. نماد R نشان‌دهندهٔ گروه عاملی است که در اثر فعالیت ترانسفراز منتقل می‌شود. دهنده اغلب یک کوفاکتور است.

## تاریخچه
برخی از مهم‌ترین کشفیات مرتبط با ترانسفرازها به اوایل دههٔ ۱۹۳۰ بازمی‌گردند. نخستین کشفیات فعالیت ترانسفرازی در رده‌های دیگری از آنزیمها مانند بتا-گالاکتوزیداز، پروتئاز و فسفاتازهای اسیدی/ بازی رخ داد. پیش از آنکه مشخص شود آنزیم‌های منفرد می‌توانند چنین وظیفه‌ای را انجام دهند، تصور می‌شد که برای انتقال گروه‌های عاملی، دست‌کم دو یا چند آنزیم درگیر هستند.

تجزیه زیستی دوپامین توسط آنزیم catechol-O-methyltransferase (همراه با دیگر آنزیم‌ها). کشف سازوکار تجزیهٔ دوپامین، منجر به دریافت جایزه نوبل فیزیولوژی یا پزشکی در سال ۱۹۷۰ شد.

ترانس‌آمیناسیون یا انتقال گروه آمین (یا گروه NH2) از یک اسید آمینه به یک کتواسید توسط ترانس‌آمیناز (که با نام «ترانس‌آمیناز» نیز شناخته می‌شود) نخستین‌بار در سال ۱۹۳۰ توسط دوروتی نیدام گزارش شد، زمانی که او متوجه ناپدید شدن گلوتامیک اسید افزوده‌شده به ماهیچهٔ سینهٔ کبوتر شد. این مشاهده بعدها با کشف سازوکار واکنش آن توسط براونشتاین و کریتزمان در سال ۱۹۳۷ تأیید شد. تحلیل آن‌ها نشان داد که این واکنش برگشت‌پذیر می‌تواند در بافت‌های دیگر نیز انجام شود. این فرضیه در سال ۱۹۳۷ با کار رودولف شونهیمر با استفاده از ایزوتوپ پرتوزاها در قالب نشان‌گذاری ایزوتوپی، بیشتر اعتبار یافت. این یافته‌ها زمینه‌ساز این ایده شد که انتقال‌های مشابه، شیوهٔ اصلی تولید بیشتر اسیدهای آمینه از طریق انتقال آمین محسوب می‌شوند.
نمونهٔ دیگری از پژوهش‌های اولیه در زمینهٔ ترانسفرازها و طبقه‌بندی مجدد آن‌ها، به کشف اوریدیل ترانسفراز مربوط می‌شود. در سال ۱۹۵۳، مشخص شد که آنزیم UDP-glucose pyrophosphorylase در واقع یک ترانسفراز است؛ چرا که می‌تواند به‌طور برگشت‌پذیر اوریدین تری‌فسفات و گلوکز ۱-فسفات را از اوریدین دی‌فسفات گلوکز و یک پیروفسفات آلی تولید کند.
نمونهٔ تاریخی مهم دیگر مرتبط با ترانسفرازها، کشف سازوکار تجزیهٔ کاتکول‌آمین‌ها توسط آنزیم catechol-O-methyltransferase بود. این کشف، نقش عمده‌ای در دریافت جایزه نوبل فیزیولوژی یا پزشکی در سال ۱۹۷۰ توسط جولیوس اکسلراد (به‌همراه برنارد کتس و اولف فون اویلر) ایفا کرد.
فرایند طبقه‌بندی ترانسفرازها تا امروز ادامه دارد و نمونه‌های جدیدی به‌طور مداوم کشف می‌شوند. یکی از این نمونه‌ها، آنزیم Pipe است؛ یک سولفوترانسفراز که در الگوی‌گذاری پشتی-شکمی جنین دروزوفیلا نقش دارد. در ابتدا، به‌دلیل نبود اطلاعات دربارهٔ بستر واکنش آن، سازوکار دقیق آنزیم Pipe ناشناخته بود. پژوهش‌های بعدی فعالیت کاتالیتیکی Pipe را بررسی کرده و احتمال آنکه این آنزیم یک گلیکوزآمینوگلیکان از نوع هپاران سولفات باشد را رد کردند. پژوهش‌های بیشتر نشان داده‌اند که Pipe ساختارهای تخمدانی را برای سولفاته شدن هدف قرار می‌دهد. در حال حاضر، Pipe به‌عنوان یک heparan sulfate 2-O-sulfotransferase در گونهٔ Drosophila طبقه‌بندی می‌شود.

## نام‌گذاری
نام سیستماتیک ترانسفرازها به‌صورت «دهنده:گیرنده گروه‌ترانسفراز» ساخته می‌شود.
برای نمونه، متیل‌آمین:ال-گلوتامات ان-متیل‌ترانسفراز نام‌گذاری استاندارد برای ترانسفراز methylamine-glutamate N-methyltransferase است، جایی که متیل آمین نقش دهنده را دارد، گلوتامیک اسید نقش گیرنده را ایفا می‌کند، و متیل‌ترانسفراز گروه طبقه‌بندی EC آن است. عملکرد این ترانسفراز را می‌توان به‌صورت زیر نشان داد:
متیل‌آمین + ال-گلوتامات {\displaystyle \rightleftharpoons } آمونیاک + گاما-گلوتامیل‌متیل‌آمید
با این حال، نام‌های پذیرفته‌شدهٔ دیگری نیز برای ترانسفرازها وجود دارد که کاربرد بیشتری دارند و اغلب به‌صورت «گیرنده گروه‌ترانسفراز» یا «دهنده گروه‌ترانسفراز» ساخته می‌شوند. برای نمونه، یک DNA methyltransferase ترانسفرازی است که انتقال گروه متیل به یک گیرندهٔ دی‌ان‌ای را کاتالیز می‌کند. در عمل، بسیاری از مولکول‌ها با این شیوهٔ نام‌گذاری خطاب نمی‌شوند، زیرا نام‌های رایج‌تر کاربرد بیشتری دارند.
برای نمونه، آران‌ای پلی‌مراز نام رایج امروزی برای آنزیمی است که پیش‌تر به‌عنوان RNA نوکلئوتیدیل‌ترانسفراز شناخته می‌شد؛ نوعی nucleotidyl transferase که نوکلئوتید را به انتهای ۳' رشتهٔ در حال رشد آران‌ای منتقل می‌کند.
در سامانهٔ طبقه‌بندی EC، نام پذیرفته‌شده برای آران‌ای پلی‌مراز عبارت است از «DNA-directed RNA polymerase".

## طبقه‌بندی
ترانسفرازها عمدتاً بر پایهٔ نوع گروه بیوشیمیایی منتقل‌شونده توصیف می‌شوند و در ده دسته طبقه‌بندی می‌شوند (بر اساس عدد گروه آنزیم EC).
این دسته‌بندی‌ها شامل بیش از ۴۵۰ آنزیم منحصربه‌فرد هستند.
در سامانهٔ شماره‌گذاری EC، ترانسفرازها با کد EC2 شناخته می‌شوند. هیدروژن در این طبقه‌بندی به‌عنوان گروه عاملی برای هدف ترانسفراز در نظر گرفته نمی‌شود؛ چرا که انتقال هیدروژن به‌جای آن زیرمجموعهٔ اکسیدوردوکتازها دسته‌بندی می‌شود، زیرا این فرایند بیشتر به انتقال الکترون مربوط است.
| عدد EC  | نمونه‌ها                                                     | گروه (های) منتقل‌شونده                                                                        |
| ------- | ----------------------------------------------------------- | -------------------------------------------------------------------------------------------- |
| EC 2.1  | متیل‌ترانسفراز و formyltransferase                           | گروه‌های کربن تک‌واحدی                                                                         |
| EC 2.2  | transketolase و transaldolase                               | گروه‌های آلدئید یا کتون                                                                       |
| EC 2.3  | آسیل‌ترانسفراز                                               | گروه‌های آسیل یا گروه‌هایی که در حین انتقال به گروه آلکیل تبدیل می‌شوند                         |
| EC 2.4  | گلیکوزیل‌ترانسفراز، hexosyltransferase و pentosyltransferase | گروه‌های گلیکوزیل، همچنین هگزوزها و پنتوزها                                                   |
| EC 2.5  | riboflavin synthase و chlorophyll synthase                  | گروه‌های آلکیل یا آریل (غیر از گروه متیل)                                                     |
| EC 2.6  | ترانس‌آمیناز و oximinotransferase                            | گروه‌های نیتروژندار                                                                           |
| EC 2.7  | phosphotransferase، پلیمراز و کیناز                         | گروه‌های حاوی فسفر؛ زیررده‌ها بر اساس گیرنده (مانند الکل، کربوکسیلیک اسید و غیره) تعیین می‌شوند |
| EC 2.8  | sulfurtransferase و سولفوترانسفراز                          | گروه‌های حاوی گوگرد                                                                           |
| EC 2.9  | selenotransferase                                           | گروه‌های حاوی سلنیم                                                                           |
| EC 2.10 | molybdenumtransferase و tungstentransferase                 | مولیبدن یا تنگستن                                                                            |

## نقش

### EC 2.1: ترانسفرازهای انتقال‌دهندهٔ تک‌کربن

واکنش مربوط به آسپارتات ترانس‌کربامیلاز.

EC 2.1 شامل آنزیم‌هایی است که گروه‌های تک‌کربنه را منتقل می‌کنند. این رده شامل انتقال گروه متیل، هیدروکسی‌متیل، فرمیل، کربوکسی، کربامیک اسید، و گروه‌های آمیدی است.
به‌عنوان نمونه، آنزیم‌های کربامویل‌ترانسفراز گروه کربامویل را از یک مولکول به مولکولی دیگر منتقل می‌کنند.
گروه‌های کربامویل با فرمول NH2CO تعریف می‌شوند.
در آنزیم ATCase، این نوع انتقال به‌صورت زیر نوشته می‌شود:
کربامویل فسفات + L-اسید آسپارتیک {\displaystyle \rightarrow } L-کربامویل آسپارتات + فسفات.

### EC 2.2: ترانسفرازهای آلدئید و کتون

واکنش کاتالیز شده توسط آنزیم ترانس‌آلدولاز

آنزیم‌هایی که گروه‌های آلدئید یا کتون را منتقل می‌کنند، در ردهٔ EC 2.2 قرار می‌گیرند. این رده شامل ترانس‌کتولازها و ترانس‌آلدولازهای گوناگون است.
ترانس‌آلدولاز، که نام این رده از آن گرفته شده، بخش مهمی از مسیر پنتوز فسفات است.
واکنشی که این آنزیم کاتالیز می‌کند، شامل انتقال یک گروه عملکردی دی‌هیدروکسی‌استون به گلیسرآلدئید-۳-فسفات (که با نام G3P نیز شناخته می‌شود) است. واکنش به‌صورت زیر نوشته می‌شود:
سدوهپتولوز ۷-فسفات + گلیسرآلدئید-۳-فسفات {\displaystyle \rightleftharpoons } اریتروس ۴-فسفات + فروکتوز ۶-فسفات.

### EC 2.3: آسیل‌ترانسفرازها
انتقال گروه‌های آسیل یا گروه‌هایی از نوع آسیل که در فرایند انتقال به گروه آلکیل تبدیل می‌شوند، از جنبه‌های کلیدی ردهٔ EC 2.3 است. افزون بر این، این رده میان گروه‌های آمینو-آسیل و غیر آمینو-آسیل تمایز قائل می‌شود.
پپتیدیل ترانسفراز یک ریبوزیم است که تشکیل پیوند پپتیدی را در جریان ترجمه تسهیل می‌کند.
این آنزیم به‌عنوان یک آمینواسیل‌ترانسفراز، انتقال یک پپتید به آمینواسیل-تیRNA را کاتالیز می‌کند که به‌صورت زیر بیان می‌شود:
peptidyl-tRNAA + aminoacyl-tRNAB {\displaystyle \rightleftharpoons } tRNAA + peptidyl aminoacyl-tRNAB.

### EC 2.4: گلیکوزیل، هگزوزیل و پنتوزیل‌ترانسفرازها
ردهٔ EC 2.4 شامل آنزیم‌هایی است که گروه‌های گلیکوزیل، هگزوز یا پنتوز را منتقل می‌کنند.
گلیکوزیل‌ترانسفراز زیررده‌ای از ترانسفرازهای EC 2.4 است که در بیوسنتز دی‌ساکاریدها و پلی‌ساکاریدها نقش دارد، از طریق انتقال منوساکارید به سایر مولکول‌ها.
نمونه‌ای مهم از گلیکوزیل‌ترانسفرازها lactose synthase (لاکتوز سنتاز) است که یک دایمر دارای دو زیرواحد پروتئینی می‌باشد.
عملکرد اصلی آن تولید لاکتوز از گلوکز و UDP-گالاکتوز است.
این واکنش از مسیر زیر انجام می‌گیرد:
UDP-β-D-galactose + D-glucose {\displaystyle \rightleftharpoons } اوریدین دی‌فسفات + لاکتوز.

### EC 2.5: آلکیل و آریل‌ترانسفرازها
EC 2.5 مربوط به آنزیم‌هایی است که گروه‌های آلکیل یا آریل را منتقل می‌کنند، اما شامل گروه‌های متیل نمی‌شود. این موضوع در تضاد با گروه‌های عملکردی‌ای است که در هنگام انتقال به گروه آلکیل تبدیل می‌شوند، زیرا آن موارد تحت پوشش EC 2.3 قرار می‌گیرند. EC 2.5 در حال حاضر تنها یک زیررده دارد: آلکیل و آریل‌ترانسفرازها.
برای مثال، Cysteine synthase سنتز سیستئین و اسید استیک را از ترکیب O3-استیل-ال-سرین و هیدروژن سولفید کاتالیز می‌کند:
O3-acetyl-L-serine + H2S {\displaystyle \rightleftharpoons } L-cysteine + acetate.

### EC 2.6: ترانسفرازهای نیتروژن‌دار

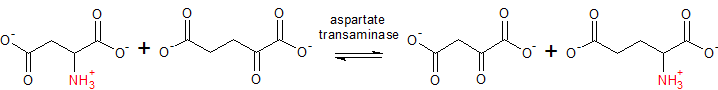
آسپارتات آمینوترانسفراز می‌تواند بر چندین اسید آمینه مختلف عمل کند.

ردهٔ EC 2.6 شامل آنزیم‌هایی است که گروه‌های نیتروژندار را منتقل می‌کنند. این گروه شامل آنزیم‌هایی مانند ترانس‌آمیناز (یا "آمینوترانسفراز") و تعداد بسیار محدودی oximinotransferase و دیگر آنزیم‌های منتقل‌کنندهٔ گروه‌های نیتروژنی است.
در گذشته، amidinotransferase نیز در این رده قرار داشت، اما بعداً به‌عنوان زیررده‌ای از EC 2.1 (ترانسفرازهای تک‌کربنه) طبقه‌بندی شد.
برای مثال، آسپارتات ترانس‌آمیناز می‌تواند بر روی تیروزین، فنیل‌آلانین و تریپتوفان نیز عمل کند و یک گروه آمین را به‌طور برگشت‌پذیر از یک مولکول به دیگری منتقل نماید.
واکنش به‌صورت زیر است:
L-aspartate + 2-oxoglutarate {\displaystyle \rightleftharpoons } اکسالواستات + L-گلوتامات.

### EC 2.7: ترانسفرازهای فسفر
ردهٔ EC 2.7 شامل آنزیم‌هایی است که گروه‌های حاوی فسفر را منتقل می‌کنند، و همچنین شامل نوکلئوتیدیل‌ترانسفرازها نیز می‌شود.
زیرردهٔ phosphotransferase بر پایهٔ نوع گیرنده‌ای که فسفات را دریافت می‌کند، تقسیم‌بندی می‌شود.
گروه‌هایی که به‌عنوان گیرندهٔ فسفات طبقه‌بندی می‌شوند، شامل الکل‌ها، گروه‌های کربوکسیل، گروه‌های نیتروژنی، و خود گروه فسفات هستند.
اجزای دیگر این زیررده، انواع مختلفی از کینازها هستند. یکی از شناخته‌شده‌ترین آن‌ها cyclin-dependent kinase یا CDK است که زیرخانواده‌ای از پروتئین ihd کیناز را تشکیل می‌دهد. همان‌طور که از نامشان پیداست، CDKها به‌شدت به حضور cyclin‌های خاص برای فعال‌سازی زیستی وابسته‌اند.
هنگامی که CDK و سایکلین با یکدیگر ترکیب می‌شوند، کمپلکسی را تشکیل می‌دهند که می‌تواند عملکرد خود را در چرخهٔ سلولی انجام دهد.
واکنشی که توسط CDK کاتالیز می‌شود به این صورت است:
ATP + پروتئین هدف {\displaystyle \rightarrow } ADP + فسفوپروتئین.

### EC 2.8: ترانسفرازهای گوگرد

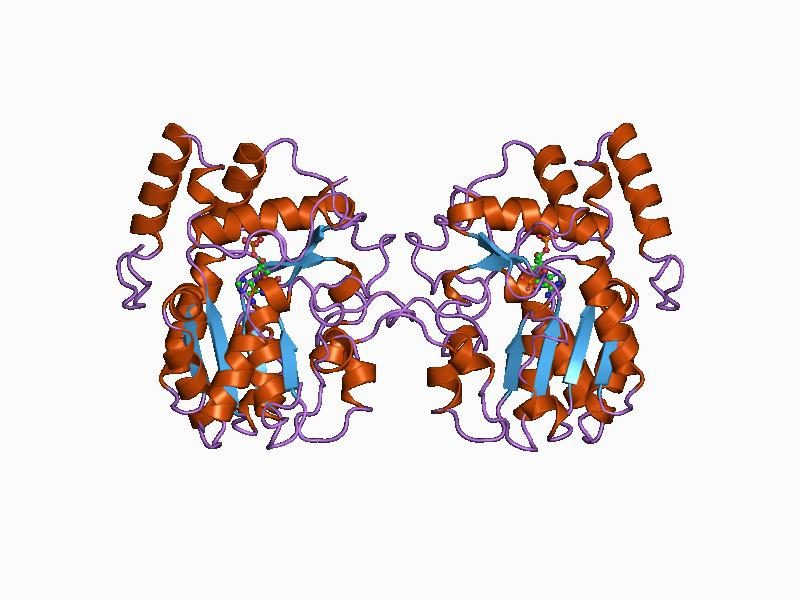
نمای روبانی از یکی از ساختارهای آنزیم استروژن سولفوترانسفراز (PDB 1aqy EBI)

انتقال گروه‌های حاوی گوگرد در ردهٔ EC 2.8 طبقه‌بندی می‌شود و خود به زیررده‌هایی مانند سولفورترانسفرازها، سولفوترانسفرازها، CoA-ترانسفرازها و همچنین آنزیم‌های منتقل‌کنندهٔ گروه‌های آلکیل‌تیو تقسیم می‌شود.
گروهی خاص از سولفوترانسفرازها، آن‌هایی هستند که از فسفودنوسین-۵-فسفوسولفات-۳ به‌عنوان دهندهٔ گروه سولفات استفاده می‌کنند.
در میان این گروه، alcohol sulfotransferase (سولفوترانسفراز الکل) قرار دارد که ظرفیت هدف‌گیری گسترده‌ای دارد.
به‌دلیل همین ویژگی، سولفوترانسفراز الکل با نام‌های دیگری همچون «هیدروکسی‌استروئید سولفوترانسفراز»، «استروئید سولفوکیناز» و «استروژن سولفوترانسفراز» نیز شناخته می‌شود.
کاهش در فعالیت این آنزیم با بیماری‌های کبد انسان مرتبط دانسته شده است.
این ترانسفراز، واکنش زیر را کاتالیز می‌کند:
3'-phosphoadenylyl sulfate + یک الکل {\displaystyle \rightleftharpoons } آدنوزین ۳'،۵'-بی‌فسفات + یک آلکیل سولفات.

### EC 2.9: ترانسفرازهای سلنیم
ردهٔ EC 2.9 شامل آنزیم‌هایی است که گروه‌های حاوی سلنیم را منتقل می‌کنند.
این دسته تنها دو ترانسفراز را در بر می‌گیرد و یکی از کوچک‌ترین رده‌های ترانسفرازها به‌شمار می‌رود.
Selenocysteine synthase (سنتتاز سلنوسیستئین) که نخستین بار در سال ۱۹۹۹ در سامانهٔ طبقه‌بندی وارد شد، seryl-tRNA (Sec UCA) را به selenocysteyl-tRNA (Sec UCA) تبدیل می‌کند.

### EC 2.10: ترانسفرازهای فلزی
ردهٔ EC 2.10 شامل آنزیم‌هایی است که گروه‌هایی حاوی مولیبدن یا تنگستن را منتقل می‌کنند. با این حال، تا سال ۲۰۱۱ تنها یک آنزیم در این دسته گنجانده شده است: molybdopterin molybdotransferase.
این آنزیم بخشی از مسیر بیوسنتز MoCo در باکتری Escherichia coli است.
واکنش کاتالیز شده به‌صورت زیر است:
آدنزیلیل-مولیبدوپترین + مولیبدات {\displaystyle \rightarrow } کوآنزیم مولیبدن + AMP.

## نقش در گروه خونی بافتی
ترانسفرازهای A و B اساس سیستم گروه خونی ABO انسان را تشکیل می‌دهند. هر دو آنزیم A و B از نوع گلیکوزیل‌ترانسفراز هستند، به این معنا که یک مولکول قندی را به آنتی‌ژن H منتقل می‌کنند.
این انتقال، آنتی‌ژن H را به گلیکوپروتئین‌ها و گلیکولیپیدهای ترکیبی تبدیل می‌کند که به‌عنوان آنتی‌ژنهای A و B شناخته می‌شوند.
نام کامل آنزیم A, alpha 1-3-N-acetylgalactosaminyltransferase است،
و نقش آن در سلول افزودن N-استیل‌گالاکتوزآمین به آنتی‌ژن H است که در نتیجه آنتی‌ژن A ساخته می‌شود.: ۵۵ 
نام کامل آنزیم B, alpha 1-3-galactosyltransferase است،
و نقش آن در سلول افزودن یک مولکول گالاکتوز به آنتی‌ژن H است که به ساخت آنتی‌ژن B می‌انجامد.
امکان دارد که انسان دارای یکی از چهار گروه خونی متفاوت باشد: نوع A (بیان‌کنندهٔ آنتی‌ژن‌های A)، نوع B (بیان‌کنندهٔ آنتی‌ژن‌های B)، نوع AB (بیان‌کنندهٔ هر دو آنتی‌ژن A و B) و نوع O (بیان‌کنندهٔ هیچ‌کدام از آنتی‌ژن‌های A یا B).
ژن ترانسفرازهای A و B بر روی کروموزوم ۹ (انسان) قرار دارد.
این ژن دارای هفت اگزون و شش اینترون است، و طول آن بیش از ۱۸ کیلوباز است.
آلل‌های ترانسفرازهای A و B شباهت بسیار زیادی دارند و آنزیم‌های حاصل، تنها در ۴ باقی‌ماندهٔ آمینواسیدی با یکدیگر تفاوت دارند.
این باقی‌مانده‌ها در موقعیت‌های ۱۷۶، ۲۳۵، ۲۶۶ و ۲۶۸ آنزیم‌ها قرار دارند.: ۸۲–۸۳ 

## کمبودها

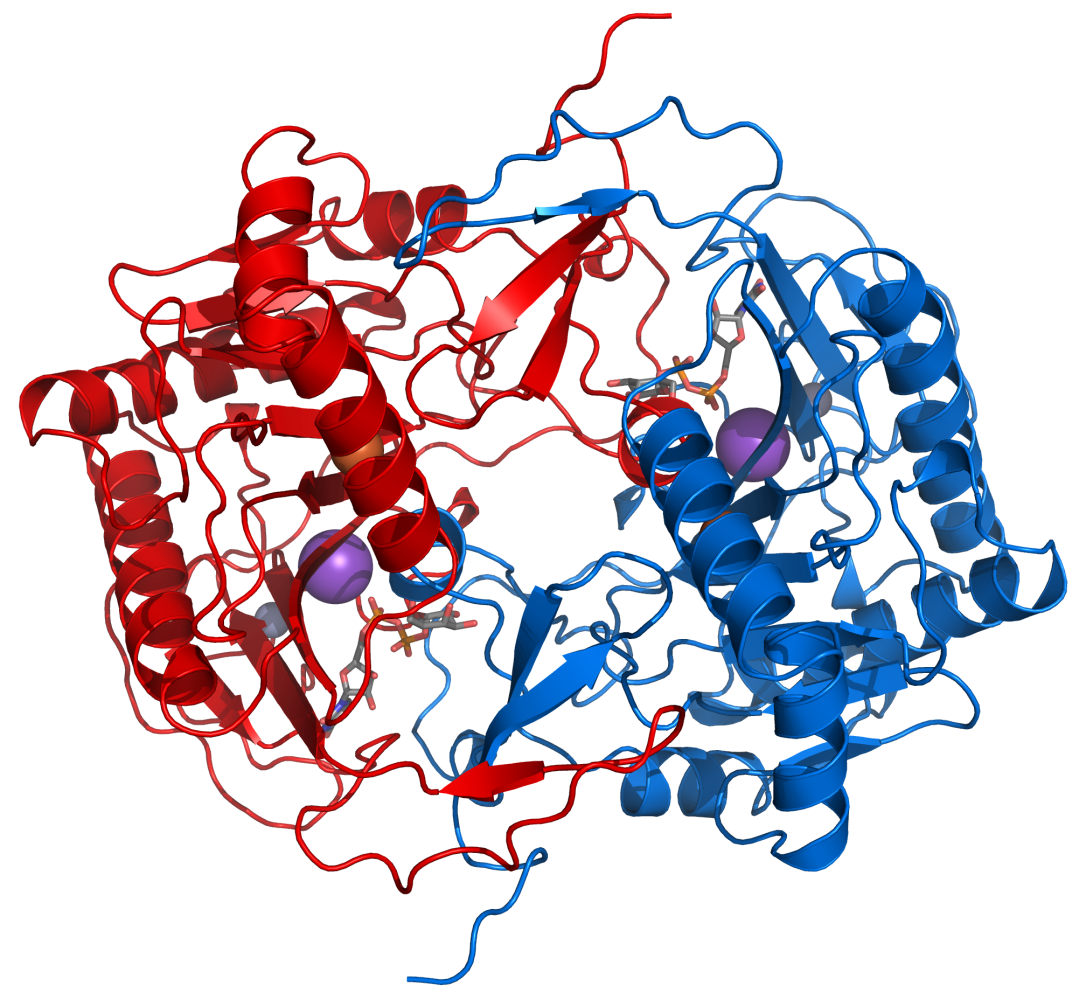
اشریشیا کلی گالاکتوز-۱-فسفات یوریدیلیل‌ترانسفراز. کمبود نوع انسانی این آنزیم موجب گالاکتوزمی می‌شود.

کمبود ترانسفرازها در ریشهٔ بسیاری از بیماریهای شایع قرار دارد. شایع‌ترین پیامد کمبود ترانسفراز، تجمع محصولات زائد سلولی در بدن است.

### کمبود SCOT
کمبود ساکسینیل-کوآ:۳-کتواسید کوآ ترانسفراز (یا کمبود SCOT) منجر به تجمع کتون‌ها می‌شود.
کتون‌ها هنگام تجزیهٔ چربی‌ها در بدن تولید می‌شوند و منبع مهمی برای تأمین انرژی‌اند.
ناتوانی در استفاده از کتونها منجر به کتواسیدوز دوره‌ای می‌شود که معمولاً در نوزادی آشکار می‌شود.
مبتلایان دچار تهوع، استفراغ، ناتوانی در تغذیه و مشکلات تنفسی می‌شوند.
در موارد شدید، کتواسیدوز می‌تواند به کما و مرگ بینجامد.
این کمبود ناشی از جهش در ژن OXCT1 است.
درمان این بیماری عمدتاً بر پایهٔ کنترل رژیم غذایی بیمار است.

### کمبود CPT-II
کمبود Carnitine palmitoyltransferase II (که به‌صورت کمبود CPT-II نیز شناخته می‌شود) منجر به تجمع اسید چرب‌های زنجیره‌بلند می‌شود، زیرا بدن انسان توانایی انتقال اسیدهای چرب به میتوکندری برای تبدیل به منبع سوخت را ندارد.
این بیماری ناشی از نقص در ژن CPT2 است.
این کمبود در یکی از سه نوع زیر بروز می‌کند: نوع کشندهٔ نوزادی، نوع شدید کبدی-قلبی-عضلانی نوزادی، و نوع عضلانی.
نوع عضلانی خفیف‌ترین نوع است و ممکن است در هر زمانی از طول عمر ظاهر شود،
در حالی‌که دو نوع دیگر در نوزادی بروز می‌کنند.
علائم شایع نوع کشنده و نوع شدید شامل نارسایی کبد، مشکلات قلبی، تشنج و مرگ است.
نوع عضلانی با درد و ضعف عضلانی پس از فعالیت بدنی شدید شناخته می‌شود.
درمان عمدتاً شامل اصلاح رژیم غذایی و مکمل‌های کارنیتین است.

### گالاکتوزمی
گالاکتوزمی کلاسیک ناشی از ناتوانی در پردازش گالاکتوز، یک منوساکارید است.
این کمبود زمانی رخ می‌دهد که ژن مربوط به galactose-1-phosphate uridylyltransferase (GALT) دچار جهش‌هایی شود که در نتیجه به کاهش تولید این آنزیم می‌انجامد.
دو نوع گالاکتوزمی وجود دارد: کلاسیک و دوآرته (Duarte).
نوع دوراته معمولاً خفیف‌تر از نوع کلاسیک است و به‌دلیل کمبود گالاکتوکیناز رخ می‌دهد.
گالاکتوزمی سبب می‌شود که نوزادان نتوانند قندهای موجود در شیر مادر را پردازش کنند، که در نتیجه در روزهای ابتدایی زندگی به استفراغ و بی‌اشتهایی می‌انجامد.
بیشتر علائم این بیماری ناشی از تجمع گالاکتوز ۱-فسفات در بدن است.
علائم شایع شامل نارسایی کبد، سپتیسمی، اختلال در رشد و آسیب مغزی است.
تجمع مادهٔ سمی دوم، یعنی گالاکتیتول، در عدسی چشم‌ها باعث آب‌مروارید می‌شود.
در حال حاضر، تنها درمان موجود، تشخیص زودهنگام و پیروی از رژیم غذایی بدون لاکتوز همراه با تجویز آنتی‌بیوتیک برای عفونت‌های احتمالی است.

### کمبودهای کولین استیل‌ترانسفراز
کولین استیل‌ترانسفراز (که با نام‌های ChAT یا CAT نیز شناخته می‌شود) یک آنزیم مهم است که ناقل عصبی استیل‌کولین را تولید می‌کند.
استیل‌کولین در بسیاری از عملکردهای عصب‌روانی مانند حافظه، توجه، خواب و بیداری نقش دارد.
این آنزیم به‌صورت کروی است و از یک زنجیرهٔ آمینواسیدی منفرد تشکیل شده است.
وظیفهٔ ChAT انتقال استیل (گروه عاملی) از استیل‌کوآنزیم آ به کولین در سیناپس‌های سلول‌های عصب محیطی است و به دو صورت محلول و متصل به غشا وجود دارد.
ژن ChAT بر روی کروموزوم ۱۰ (انسان) قرار دارد.

#### بیماری آلزایمر
کاهش بیان ChAT یکی از شاخصه‌های اصلی بیماری آلزایمر است.
بیماران آلزایمری کاهش ۳۰ تا ۹۰ درصدی در فعالیت این آنزیم را در چندین ناحیه از مغز از جمله لوب گیجگاهی، لوب آهیانه‌ای و لوب پیشانی نشان می‌دهند.
با این حال، تصور نمی‌شود که کمبود ChAT علت اصلی این بیماری باشد.

#### اسکلروز جانبی آمیوتروفیک (ALS یا بیماری لو گریک)
بیماران مبتلا به اسکلروز جانبی آمیوتروفیک کاهش چشمگیری در فعالیت ChAT در نورون‌های حرکتی طناب نخاعی و مغز نشان می‌دهند.
سطح پایین فعالیت ChAT از جمله شاخصه‌های اولیه بیماری است و پیش از مرگ نورون‌های حرکتی قابل شناسایی است، حتی قبل از آن‌که بیمار دچار علائم و نشانه‌های بیماری شود.

#### بیماری هانتینگتون
بیماران مبتلا به بیماری هانتینگتون نیز کاهش قابل توجهی در تولید ChAT نشان می‌دهند.
گرچه علت دقیق این کاهش مشخص نیست، اما باور بر این است که مرگ نورون‌های حرکتی با اندازهٔ متوسط و دارای دندریت‌های خاردار، منجر به کاهش تولید ChAT می‌شود.

#### روان‌گسیختگی
بیماران مبتلا به روان‌گسیختگی (اسکیزوفرنی) نیز کاهش سطح ChAT را نشان می‌دهند؛ این کاهش در ناحیه مزوپونتین تگمنتوم مغز
و هسته آکومبنس متمرکز است،
که این کاهش با اختلال در عملکرد شناختی در این بیماران مرتبط دانسته می‌شود.

#### نشانگان مرگ ناگهانی نوزاد (SIDS)
مطالعات اخیر نشان داده‌اند که نوزادان مبتلا به سندرم مرگ ناگهانی نوزاد دارای سطح کاهش‌یافته‌ای از ChAT در هر دو ناحیهٔ هیپوتالاموس و جسم مخطط هستند.
این نوزادان همچنین تعداد کمتری نورون در سامانهٔ واگ دارند که قادر به تولید ChAT هستند.
این نقص‌ها در بصل‌النخاع می‌توانند منجر به ناتوانی در کنترل عملکردهای حیاتی دستگاه عصبی خودمختار مانند دستگاه گردش خون و دستگاه تنفسی شوند.

#### نشانگان میاستنیک مادرزادی (CMS)
سندرم میاستنیک مادرزادی خانواده‌ای از بیماری‌ها است که با نقص در تماس عصبی-ماهیچه‌ای مشخص می‌شود و منجر به بروز حملات مکرر توقف تنفس (ناتوانی در تنفس) می‌شود که می‌تواند کشنده باشد.
کمبود ChAT در سندرم‌های میاستنیک دخیل است؛ جایی که مشکل در سطح سیناپس رخ می‌دهد.
این سندرم‌ها با ناتوانی بیمار در بازسازی استیل‌کولین شناخته می‌شوند.

## کاربردها در زیست‌فناوری

### ترانسفرازهای انتهایی
دئوکسی نوکلئوتیدیل ترانسفراز انتهایی نوعی ترانسفراز است که می‌تواند برای نشاندار کردن DNA یا تولید پلاسمید مورد استفاده قرار گیرد.
این آنزیم این وظایف را با افزودن دئوکسی ریبونوکلئوتید به صورت الگو به انتهای جهت‌گیری یا انتهای ۳' یک مولکول DNA انجام می‌دهد.
ترانسفراز انتهایی یکی از معدود DNA پلی‌مرازهایی است که می‌تواند بدون آغازگر RNA عمل کند.

### گلوتاتیون ترانسفرازها
خانوادهٔ گلوتاتیون ترانسفرازها (GST) بسیار متنوع است و به همین دلیل می‌توان از آن‌ها برای اهداف گوناگون زیست‌فناوری استفاده کرد.
گیاهان از گلوتاتیون ترانسفرازها برای جدا کردن فلزات سمی از سایر بخش‌های سلول بهره می‌برند.
این آنزیم‌ها می‌توانند برای ساخت حسگر زیستی جهت شناسایی آلاینده‌هایی مانند علف‌کش‌ها و حشره‌کش‌ها مورد استفاده قرار گیرند.
همچنین گلوتاتیون ترانسفرازها در گیاهان تراریخته برای افزایش مقاومت نسبت به تنش‌های زیستی و غیرزیستی کاربرد دارند.
گلوتاتیون ترانسفرازها هم‌اکنون به‌عنوان اهدافی در شیمی‌درمانی در حال بررسی هستند، به‌دلیل نقشی که در مقاومت دارویی دارند.
علاوه بر این، ژن‌های گلوتاتیون ترانسفراز به‌دلیل توانایی در پیشگیری از استرس اکسیداتیو مورد مطالعه قرار گرفته‌اند و در تحویل ژن به گونه‌های اهلی مقاومت بهتری نشان داده‌اند.

### ترانسفرازهای لاستیکی
در حال حاضر تنها منبع تجاری موجود برای لاستیک طبیعی، گیاه کائوچو (Hevea brasiliensis) است. لاستیک طبیعی در بسیاری از کاربردهای صنعتی بر لاستیک مصنوعی برتری دارد.
تلاش‌هایی در جریان است تا گیاهان تراریخته‌ای مانند تنباکو و آفتابگردان تولید شوند که توانایی ساخت لاستیک طبیعی را داشته باشند.
این تلاش‌ها متمرکز بر تعیین توالی زیرواحدهای سامانهٔ آنزیمی ترانسفراز لاستیکی است تا این ژن‌ها به گیاهان دیگر منتقل شوند.

## ترانسفرازهای مرتبط با غشا
بسیاری از ترانسفرازها با غشای زیستی مرتبط هستند؛ یا به‌عنوان پروتئین‌های غشای پیرامونی یا از طریق یک مارپیچ گذر غشایی منفرد به غشا متصل می‌شوند،
برای مثال تعداد زیادی گلیکوزیل‌ترانسفراز در دستگاه گلژی به این صورت وجود دارند.
برخی دیگر نیز پروتئین تراغشایی چندبخشی هستند، مانند برخی الیگوساکاریل ترانسفرازها یا گلوتاتیون ترانسفرازهای میکروزومی از خانواده MAPEG.